# Новая дорога (Ломоносов)
Но́вая доро́га — дорога в городе Ломоносове Петродворцового района Санкт-Петербурга. Проходит от Сойкинской дороги до Красной аллеи.
Название возникло в начале XX века. Но присвоено оно было 20 июля 2010 года.
Новая дорога проходит в границах объекта культурного наследия федерального значения «Верхний парк», входящего в состав дворцово-паркового ансамбля «Ораниенбаум». Она отделяет благоустроенную (платную) часть парка, расположенную вдоль северной границы, от неблагоустроенной.
По Новой дороге открыто свободное движение машин. Там же расположена парковка для посетителей парка-музея.